# Banansmutte
Banansmutten (Coereba flaveola) er den eneste art i slægten coereba. Den lever i de tropiske dele af Sydamerika, fra det nordlige til det sydlige Mexico og Caribien. Fuglen når en længde på 11 cm.
Banansmutten her to underarter:
- Coereba flaveola bahamensis
- Coereba flaveola flaveola